# Isabel Nkavadeka
Isabel Manuel Nkavadeka é uma política moçambicana. É membro da FRELIMO e foi eleita para a Assembleia da República de Moçambique em 1999 pela Província de Cabo Delgado. Em 2004, ela também foi membro do Parlamento Pan-Africano de Moçambique.
Em 2005, foi Ministra dos Assuntos Parlamentares.